# Jonathan Cain
Jonathan Cain (Chicago, 26 februari 1950), geboren als Jonathan Leonard Friga, is een Amerikaans muzikant. Hij speelde achtereenvolgens in The Babys, Journey, Bad English en daarna weer Journey.
De muziek in Cains leven begon op de accordeon, hij was toen acht jaar oud. Hij overleefde een brand op zijn school Our Lady of the Angels School (Illinois) waarbij 95 mensen om het leven kwamen. Hij trad al op sinds hij teenager was, zijn instrumentarium uitbreidend met piano, basgitaar en gitaar. Na de middelbare school ging hij studeren aan het Conservatorium van Chicago. Hij verhuisde vervolgens naar Nashville (Tennessee) om ten slotte in Los Angeles te eindigen.
Hij begon in 1976 zijn eigen Jonathan Cain Band met een eigen album Windy City Breakdown, een verwijzing naar Chicago (Windy City). In 1979 trad hij toe tot The Babys en speelde op twee albums mee. In 1980 riep Journey hem, want hun originele toetsenist Gregg Rolie hield ermee op. Sinds 1980 is Journey werkzaam bij die band, als die band ten minste levend is. De band kent lange rustpauzes. Cain viel op door zijn intro van single Don't Stop Believin'. In 1987 viel Journey voor een aantal jaren stil, mede doordat Steve Perry het voor gezien hield.
Cain stapte over naar de begeleidingsband van Jimmy Barnes een schreef en passant Working class man voor hem. Ook begeleidde hij Michael Bolton. De muziek van Barnes en Bolton is het niet helemaal voor Cain en Cain richtte met oude Babys John Waite en Ricky Phillips Bad English op. De gitarist werd Neal Schon uit Journey. De drummer was Deen Castronovo. De samenwerking hield na twee albums op. In 1996 werd vervolgens Journey weer uit de grond gestampt. Het album Trial by fire was een bescheiden succes, maar Steve Perry werd geteisterd door een heupblessure die een operatie vergde. De band ging zonder Perry op tournee, nieuwe zanger was Steve Augeri. Deze moest na twee albums alweer het veld ruimen, maar Cain bleef samen met Schon de kern vormen van Journey. Die band moet het in Europa hebben van het Golden Oldies-circuit, maar is in de Verenigde Staten en Japan nog steeds ongekend populair.
Ondertussen werkte Cain aan zijn soloalbums of speelde mee op de soloalbums van Neal Schon.
Cain is getrouwd geweest met zangeres/actrice Tané McClure, maar in 1989 huwde hij Elizabeth Yvette Fullerton; hij woont inmiddels weer in Nashville.

## Soloalbums
- 1977: Windy City Breakdown
- 1995: Back to the innocence
- 1995: Piano with a veiw
- 1997: Body language
- 1998: For a lifetime
- 2001: Namaste
- 2002: Animaetd movie love songs
- 2004: Bare bones
- 2006: Where I live